# Гренаше бланк

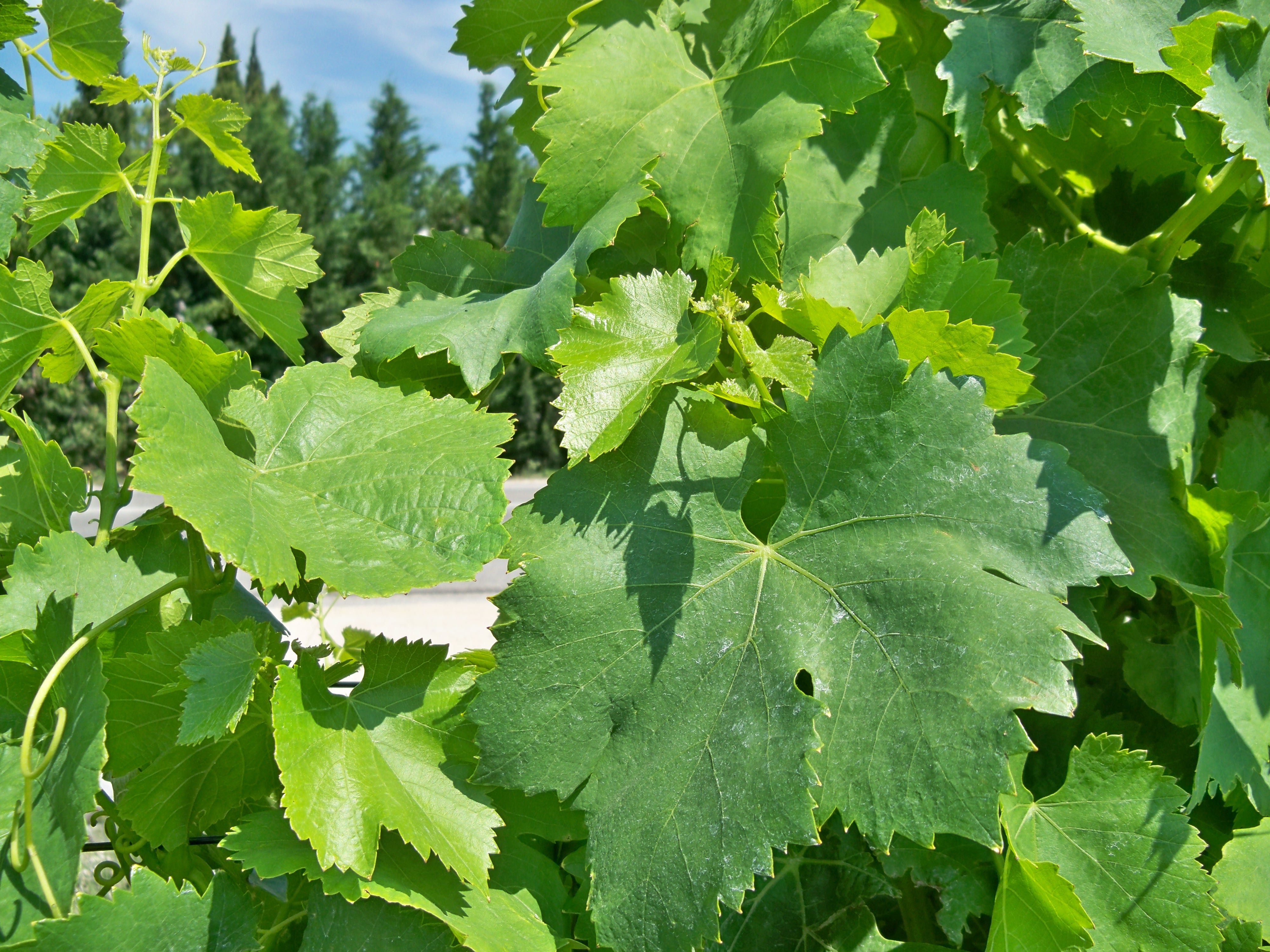
Листя виноградної лози гренаше блан

Гренаше бланк (також відомий як гарнатха бланка в Каталонії) — це різновид винограду білого вина, який споріднений червоному винограду Гренаш. В основному він розташований у винних сумішах Рони та на північному сході Іспанії. Ці вина характеризуються високим вмістом алкоголю та низькою кислотністю, з цитрусовими та/або трав'янистими нотами. Його енергія може призвести до перевиробництва та в'ялості. Однак, якщо врожайність контролюється, це може сприяти аромату та довжині сумішей, особливо з Руссаном. Починаючи з 1980-х років, це п'ятий найбільш широко висаджуваний виноград білого вина у Франції після Треббіано, Шардоне, Семільйону та Совіньйону.

## Історія
Вважається, що Гренаш блан виник як мутація червоної версії Гренаш в Іспанії. Потім він поширився через Піренеї до Франції, знайшовши другий дім у Роні.

## Винні регіони
Гренаш блан — важливий сорт у французькому виноробному регіоні долини Рона, який часто поєднується з Руссаном у винах і навіть входить до складу деяких червоних вин. Це основний компонент білих вин Шатонеф-дю-Папе та Кот-дю-Рон. До 10 % Гренаш-блан дозволяється включати до складу червоних вин селища Кот дю Рона. У Рівезальт виноград використовується як компонент змішування в деяких регіонах кріплених вин. Майже половина всіх насаджень Гренаш-блан у Франції розташована в регіоні Руссільйон, де виноград часто змішують з Руссаном, Марсаном, Віоньє та Ролле. У верхній частині долини Еглі починають виготовляти сортові зразки теруару. У білому Шатонеф-дю-Пап Гренаш Блан забезпечує милозвучність і насиченість до суміші, яка часто включає в себе Руссан, Пікаполь, Бурбуленк і Клерет бланш.

### Інші регіони старого світу
В Іспанії він в основному трапляється в іспанських винних регіонах уздовж Піренеїв, особливо в Наваррі та регіоні Терра Альта в Каталонії. Він також широко висаджується в Приораті, Алеллі та Арагоні. Це дозволено в білих винах Ріохи, але широко не використовується через тенденцію сусла легко окислюватися.
В Австралії сорт відомий як «Білий Гренаш» був розпізнаний ампелографом Полем Труелем як Біанконе в 1976 р

## Виноробство
Гренаш блан найкраще реагує на низькі температури бродіння, що в молодості дає свіже вино із запахом кропу. Виноград є досить гнучким у виноробстві, і він може піддаватися молочнокислому бродінню, тривалій мацерації шкірки, перемішуванню осаду, а також старінню дуба. Окрім суміші з Руссаном, Гренаш блан іноді змішують з мускатом і роблять у сортовому стилі.

## Синоніми
Alicante blanca, Belan, Feher Grenache, Garnacha blanca (іспанська мова), Garnatxa blanca (каталонська мова), Vernatxa blanca (каталонська мова) in Tierras del Ebro, Rool Grenache, Silla blanc, Sillina blanc і White Grenache. Рівнина Grenache або Garnacha майже завжди відноситься до червоного сорту Grenache.